# ولیکا کروشویکا (رکوک)
ولیکا کروشویکا (رکوک) (به لاتین: Velika Kruševica (Rekovac)}} یک عوارض جغرافیایی در صربستان است که در Rekovac واقع شده‌است.

## خصوصیات
ولیکا کروشویکا ۲۸۹ نفر جمعیت دارد.